# Paxton (Nebraska)
Paxton é uma vila localizada no estado americano de Nebraska, no Condado de Keith.

## Demografia
Segundo o censo americano de 2000, a sua população era de 614 habitantes.
Em 2006, foi estimada uma população de 542, um decréscimo de 72 (-11.7%).

## Geografia
De acordo com o United States Census Bureau, a localidade tem uma área de 1,4 km², sem área coberta por água.

## Localidades na vizinhança
O diagrama seguinte representa as localidades num raio de 36 km ao redor de Paxton.